# Фиброн (военачальник)
Эта статья о спартанском военачальнике, смотри здесь об Фиброне, командире наёмников.
Фиброн — спартанский военачальник IV века до н. э.

## Биография
Спартанец Фиброн был послан в начале 399 года до н. э. с войском на помощь малоазиатским грекам при возникновении вражды между ними и персами. Приняв к себе на службу около 6000 уцелевших наёмников из войска Кира Младшего (Анабасис Кира), Фиброн действовал с некоторым успехом против Тиссаферна, но не выказал особенных военных способностей и не сумел сохранить в своем войске военную дисциплину. Поэтому в конце лета он был заменён Деркиллидом.
Впоследствии, однако, он снова получил начальство над войском в Азии, делал набеги из Эфеса против преданного афинянам перса Струфа, который напал на него и убил его с большей частью его войска.